# Alia (królowa Jordanii)
Alia al-Husajn z d. Alia Baha ad-Din Tukan (ur. 25 grudnia 1948 w Kairze, zm. 9 lutego 1977 w Ammanie) – królowa Jordanii, trzecia żona króla Jordanii Husajna I
Była córką jordańskiego dyplomaty Bahy ad-Dina Tukana i jego żony, Hanan Haszim. 24 grudnia 1972 została trzecią żoną króla Jordanii Husajna I. Para miała dwoje dzieci:
- księżniczkę Haję (ur. 1974)
- księcia Alego (ur. 1975)
- adoptowali również córkę, Abir (ur. 1973)

Królowa Alia zginęła w katastrofie helikoptera.